# Weltoffenheit
Weltoffenheit ist ein Begriff aus der philosophischen Anthropologie. Er bezeichnet die Entbundenheit des Menschen von organischen Zwängen (Trieben) und seiner unmittelbaren Umwelt und betont seine Öffnung hin zu einer von ihm selbst hervorgebrachten kulturellen Welt. Hiermit geht einher, dass der Mensch ohne festgelegte Verhaltensmuster geboren wird und sich Verhaltenssicherheit in der Welt immer erst erwerben muss.
Umgangssprachlich bezeichnet der Begriff eine Aufgeschlossenheit gegenüber anderen Kulturen. So kann beispielsweise ein Mensch oder eine Gesellschaft weltoffen sein, man spricht etwa von einer „weltoffenen Stadt“.

## Begriffsgeschichte

### Renaissance
Der Begriff lässt sich bis zu Pico della Mirandola zurückverfolgen. Dieser interpretiert die Schöpfungsgeschichte so, dass Gott nach der Vollendung von Himmel, Erde, Tier- und Pflanzenwelt für den Menschen keinen festen Ort mehr hatte. Dies sei allerdings nicht einem Fehler Gottes geschuldet, sondern ermöglicht gerade, dass der Mensch sich in der Weltmitte stehend, erkennend seinen eigenen Ort schaffen kann.

### 18. Jahrhundert
Herder bestimmt in seiner Abhandlung über den Ursprung der Sprache den Menschen als „Mängelwesen“, das sich vor allem in der Sprache eine eigene Welt schaffe und weitervererbe:

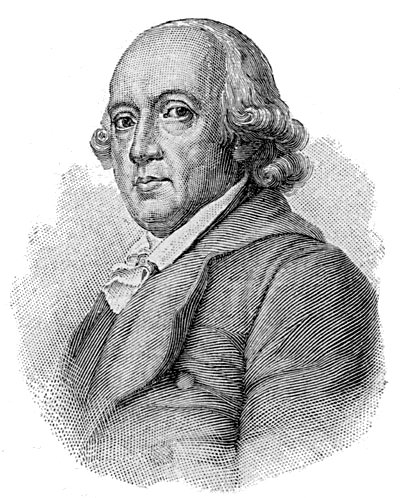
Johann Gottfried Herder

„Der Mensch hat keine so einförmige und enge Sphäre, wo nur eine Arbeit
auf ihn warte: eine Welt von Geschäften und Bestimmungen liegt um ihn.
Seine Sinne und Organisation sind nicht auf eins geschärft: er hat Sinne
für alles und natürlich also für jedes einzelne schwächere und stumpfere Sinne.
[…] Unsre Muttersprache war ja zugleich die erste Welt, die wir sahen, die ersten Empfindungen,
die wir fühlten, die erste Würksamkeit und Freude, die wir genoßen.“

### 20. Jahrhundert
In der Anfang des 20. Jahrhunderts zu großer Bedeutung gelangten philosophischen Anthropologie nimmt der Begriff eine zentrale Bedeutung bei Max Scheler ein, der mit ihm den Unterschied zwischen Mensch und Tier bestimmt. Der Mensch ist von organisch-triebhaften Zwängen entbunden, er ist nicht mehr an seine Umwelt gefesselt, sondern umweltfrei und weltoffen. Der Mensch „hat“ Welt. Er nimmt aufgrund seiner Instinktreduktion eine Sonderstellung in der Natur ein. Durch die Weltoffenheit überwindet der Mensch die Umweltgeschlossenheit.
Arnold Gehlen nimmt diese Definition Schelers auf. Während das Tier den aus der Umwelt empfangenen Reizen unmittelbar ausgesetzt ist, ist der Mensch umweltenthoben und kann sich frei zu den Reizen verhalten, d. h. ist weltoffen für sie. Begründet ist dies u. a. in einer organischen Mittellosigkeit und Unspezialisiertheit des Menschen, welche ihn als „Mängelwesen“ (Herder) dazu zwingen, sich selbst Orientierungs- und Sinnstrukturen zu schaffen. Der Mensch ist also ein Kultur produzierendes Wesen, welches sich durch voraussehendes, geplantes und gemeinsames Handeln auszeichnet, weshalb er von Gehlen als „Prometheus“ (gr.: der Vorausdenkende; Figur in der gr. Mythologie) bezeichnet wird. Er ist biologisch zur Naturbeherrschung gezwungen.
Helmuth Plessner lehnte die Definition der Weltoffenheit bei Scheler als Überwindung der Umweltgeschlossenheit ab. Er betonte, dass „beim Menschen Umweltgebundenheit und Weltoffenheit kollidieren und nur im Verhältnis einer nicht zum Ausgleich zu bringenden gegenseitigen Verschränkung gelten“
Martin Heidegger erklärt die Weltoffenheit des Menschen in Grundbegriffe der Metaphysik (1929–1930) anhand der These: „der Stein ist weltlos, das Tier ist weltarm, der Mensch ist weltbildend“. Infolge seiner Weltarmut ist dem Tier das Seiende als Seiendes nicht zugänglich, es ist verwoben in seine Umwelt, bestehend aus einem „Umring“ von Trieben, die auf einzelnes Begegnendes hin enthemmen und dazu führen, dass das Tier von der Sache „hingenommen“ ist. Damit ist dem Tier ein freies „Verhalten“ zum Seienden verwehrt; Verhalten ist nur dem Menschen eigentümlich. Durch die Verbindung von Trieb und seinem Gegenstand ist das Tier in seinem Tun „benommen“. Wegen dieser Benommenheit und in Abgrenzung zum menschlichen „Verhalten“ sagt Heidegger, das Tier „benimmt“ sich. Für die Gebundenheit des Tieres an seine Umwelt stützt sich Heidegger,  dabei, wie schon früher Scheler, auf die Forschungen von Uexküll und dessen spezifische Verwendung des Begriffs „Umwelt“.
Der Mensch hingegen kann sich zu Seiendem frei „verhalten“, weil er in der Lage ist „etwas als etwas aufzufassen“, d. h. das Sein ein und desselben Seienden verschiedenartig aufzufassen (siehe Ontologische Differenz). Sich so zu Seiendem verhaltend bildet sich der Mensch eine Welt, indem er das Seiende im Hinblick auf das Ganze bestimmt. (Ob beispielsweise etwas heilig oder profan ist, bestimmt sich nur im Hinblick auf die Ordnung des Göttlichen und die Ordnung des Seins im Ganzen.) Wenn er so immer das einzelne Seiende im Hinblick auf das Ganze bestimmt, ist er ergänzend, d. h. weltbildend. Dem Tier hingegen ist es unmöglich, ein Seiendes im Hinblick auf eine Welt als Bedeutungsganzheit zu interpretieren. Es bleibt auf seine Umwelt beschränkt und ist daher weltarm, es entbehrt Welt. Hieraus erklärt sich auch, warum sich die Welt, in welcher der Mensch lebt, ändern kann, denn wenn etwas als etwas aufgefasst werden kann und immer auch muss, dann ist dieses »als« eben nicht festgestellt und kann sich über Generationen ändern, wohingegen das Tier auch über viele Generationen hinweg mit einer festen Umwelt und darauf angepassten Trieben und Reaktionsmustern „ausgestattet“ ist.
Jean-Paul Sartre dient Heideggers Definition der Weltoffenheit später als eine Grundlage für die von ihm mitbegründete philosophische Strömung des Existenzialismus. Weltoffenheit wird gleichgesetzt mit absoluter Freiheit des Menschen, zu welcher er verurteilt ist. Nach Sartre kann sich deshalb der Mensch auf keine Ordnung oder Weltanschauung stützen, weil er das ist, was er selbst aus sich macht:

„Wenn die Existenz dem Wesen vorausgeht, das heißt, wenn die Tatsache, dass wir existieren, uns nicht von der Notwendigkeit entlastet, uns unser Wesen erst durch unser Handeln zu schaffen, dann sind wir damit, solange wir leben, zur Freiheit verurteilt…“

Der Psychologe und Sozialphilosoph Erich Fromm bezieht sich indirekt, ohne den Begriff Weltoffenheit explizit zu nennen, auf Sartre, wobei er zu einer gegensätzlichen Meinung kommt. Ihm dient die Tatsache, dass „die Spezies Mensch als jener Primat definiert werden [kann], welcher an dem Punkt der Evolution auftrat, als die instinktive Determinierung ein Minimum und die Entwicklung des Gehirns ein Maximum erreicht hatte“, als Grundlage für seinen Religionsbegriff. Religion ist nach Fromms weit gefasster Definition „jedes von einer Gruppe geteilte System des Denkens und Handelns, das dem einzelnen einen Rahmen der Orientierung und ein Objekt der Hingabe bietet.“ Sie ist für den Menschen lebensnotwendig, weil er ohne diesen „Rahmen der Orientierung“ an der alternativen Sinnlosigkeit seiner Existenz verzweifelte, in Passivität verfiele und schließlich
seelisch und körperlich abstürbe. Für Fromm bedeutet Weltoffenheit also nicht die Absage an sämtliche Ordnungen und Weltanschauungen, sondern sie ist, im Gegenteil, deren Legitimation.

## Weltoffenheit in der Theologie
Die Erkenntnis der Weltoffenheit des Menschen dient in der Theologie auch als eine der Grundlagen für die Formulierung des jüdisch-christlichen Menschenbildes, nach dem der Mensch „Abbild Gottes“ (Gen 1,26) ist:

„Daß der Mensch und nur er unter allen Lebewesen „Bild Gottes“ genannt wird, ist zunächst Ausdruck seines Herausgehobenseins aus der Natur. Dieses Herausgehobensein läßt sich an einzelnen Phänomenen aufweisen: Differenziertheit des organischen Systems, biologische Unspezialisiertheit, Weltoffenheit, Rationalität, Sprache, Bewußtsein, Selbstbestimmung, Gewissen u. a.“

## Weltoffenheit in der Wappenkunde
In der Heraldik stehen geöffnete Tore wie in Offenburg redend ebenfalls für eine derartige Haltung.